# Axel Kaiser
Axel Kaiser Barents-Von Hohenhagen (Santiago, 4 de julio de 1981) es un abogado, académico, escritor y columnista chileno, conocido por su defensa de los principios de la escuela austriaca de economía. Ha sido descrito como un activista político de extrema derecha. Su pensamiento económico se le relaciona con el liberalismo económico.
Es presidente del think tank Fundación para el Progreso (FPP). Es columnista habitual en medios de prensa como El Mercurio, El Líbero y el Diario Financiero. Hasta febrero de 2025 aparecía como subdirector de la Fundación Faro de Argentina, vinculada a las pérdidas millonarias y posible fraude de criptomonedas que promovió Javier Milei en ese país.

## Biografía

### Antecedentes familiares, juventud y estudios
Es hijo de Hans Christian (conocido como Juan Cristián) Kaiser Wagner y de Rosemarie Barents-von Hohenhagen y Haensgen. Sus abuelos paternos fueron Rosemarie Wagner Schilling, una germano-chilena, y su marido el inmigrante alemán Friedrich Ernst Kaiser Richter, de tendencia socialdemócrata. Este último llegó como refugiado desde Alemania a Chile en 1936, escapando del gobierno nacionalsocialista y anticipando el estallido de la Segunda Guerra Mundial. Se casó con su esposa en abril de 1939 y se instaló en Villarrica en el sur del país, donde posteriormente resultaría electo como el 9° alcalde de la ciudad, ejerciendo entre mayo de 1956 y octubre de 1957.
Su padre militó en el Partido Nacional, siendo dirigente de las juventudes. Además es hermano del diputado y fundador del Partido Nacional Libertario, Johannes Kaiser; de Vanessa Kaiser, exconcejal de Las Condes, académica en la Universidad Autónoma de Chile y directora del Centro de Estudios Libertarios; y de Leif Kaiser, líder de la Asociación Chilena del Rifle. Completa la familia junto a otros tres hermanos que mantienen un perfil más reservado. Vivió su infancia y adolescencia en Villarrica con sus hermanos.
Estudió la carrera de Derecho en la Universidad Diego Portales en Santiago de Chile, titulándose de abogado el 7 de agosto de 2007. Después de titularse de abogado, fue a la Universidad de Heidelberg, ubicada en el sur de Alemania, para hacer una maestría en inversiones, comercio y arbitraje, completada en el año 2008. En 2009, ganó la beca Fulbright-CONICYT y viajó otra vez a Alemania para cursar una maestría en artes, completada en 2011; y un doctorado en estudios norteamericanos, completado en 2014. Ambos fueron cursados en la Universidad de Heidelberg. Su tesis doctoral se tituló The American Philosophical Foundations of the Chilean Free Market Revolution (en español: «Los fundamentos filosóficos estadounidenses de la Revolución del libre mercado chilena»).
De vuelta en Chile, fue profesor en la Universidad del Desarrollo y la Universidad de los Andes, donde tuvo un curso de Política en Latinoamérica.

### Carrera mediática

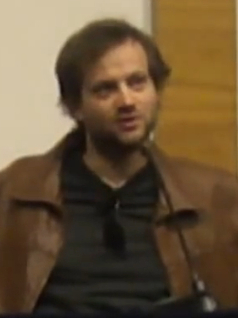
Axel Kaiser en 2014.

Comenzó su participación en los medios en 2005, publicando columnas en Diario Financiero. En junio de 2013, publicó en el diario chileno El Mercurio la columna de opinión titulada La educación no es un derecho. A raíz de esta publicación, recibió numerosas críticas, principalmente por las aparentes contradicciones entre sus planteamientos y su trayectoria personal, ya que, pese a manifestar que la educación no debía ser considerada un derecho, había postulado y obtenido la beca Fulbright-CONICYT, financiada en parte por el Estado de Chile. También en ese año, Kaiser pasó a ser integrante de la Sociedad Mont Pelerin desde 2013
A partir de 2012, con la creación de la Fundación para el Progreso, ha centrado su labor en la promoción de ideas liberales y en la defensa de lo que describe como la "creciente pérdida de los esquemas de libertad creados por la creados en los 70 y 80s". Asimismo, sostiene la tesis de que todo sistema político que persiga una mayor igualdad social es una amenaza tanto contra el bienestar material de las clases más desposeídas como para libertad individual, asociando la mayoría de esos modelos con el autoritarismo. Kaiser, que ha sido vinculado a posiciones integristas dentro del liberalismo, ha llegado a ser descrito como un apologista de la desigualdad y un defensor a ultranza de la libertad y el bien de los ciudadanos latinoamericanos víctimas de los populistas de izquierdas sudamericanas.
En 2013 y 2014 publicó artículos en Forbes Magazine titulados, respectivamente, Is this the end of the Chilean economic miracle? y Michelle Bachelet is destroying Chile's free market institutions. Estas publicaciones generaron polémica en ciertos sectores, particularmente aquellos identificados con posturas próximas al populismo de izquierdas, debido a las críticas que expresaban respecto del impacto negativo de las reformas impulsadas por el gobierno de Michelle Bachelet.
Es autor de diversas obras, entre las que destacan La fatal ignorancia: la anorexia cultural de la derecha frente al avance ideológico progresista (Instituto Democracia y Mercado, 2009) y La tiranía de la igualdad (Ediciones El Mercurio, 2015), en el que se propone desmontar lo que considera las falacias del igualitarismo. Asimismo, en coautoría con la politóloga guatemalteca Gloria Álvarez, publicó El engaño populista. Por qué se arruinan nuestros países y cómo rescatarlos (Deusto, 2016), obra en la que ambos autores critican el fenómeno del populismo.
Una encuesta de opinión, realizada por el diario La Segunda en 2017, posicionó a Kaiser en el séptimo lugar de los intelectuales públicos más admirados a nivel nacional. El periódico El Mercurio lo ha descrito como el principal exponente del liberalismo en Chile. Es el primer latinoamericano en obtener el primer lugar en el Hayek Essay Contest de la Sociedad Mont Pelerin.
En mayo de 2020 publicó su libro La neoinquisición (El Mercurio/Deusto), un estudio sobre la "decadencia cultural", que el autor señala como producto de "la persecución y la censura en este inicio de siglo".

## Críticas
Rodrigo Karmy Bolton, escribiendo para El Desconcierto en 2018, postula que Fernando Atria es el principal "enemigo intelectual" de Kaiser. Afirma que Kaiser es un "idólatra del mercado" y que este da una imagen inadecuada de la izquierda, a la califica como "violenta, estatista y populista"; acusándolo de equiparar la intervención del Estado con la violencia. Kaiser parecería plantear la siguiente disyunción: "o aceptamos el neoliberalismo o somos "estúpidos"".
Según el abogado Rodrigo Rettig, en una columna para El Mercurio, Kaiser ha violado la principal premisa de las ciencias sociales —«del caso particular no se pueden obtener premisas generales»— al referirse a la violencia política vivida por su hermano en 2018. Kaiser escribió al respecto que en Chile "las lesiones graves no tienen, en la práctica, ningún castigo", al tiempo que omitió la multa de 2 500 000 CLP que se le aplicó a cada uno de los dos agresores, para luego afirmar que "en Chile se ha normalizado la delincuencia".
Kaiser ha sido cuestionado por la actriz Susana Hidalgo producto de infringir sus derechos de autor al utilizar una de sus imágenes de las protestas chilenas 2019-2021 en los carteles promocionales de sus charlas en México en febrero de 2020.
El libro de Kaiser y Gloria Álvarez El engaño del populismo ha sido fuertemente criticado por el sociólogo Alfredo Joignant en un debate televisado de 2016 con Kaiser. Joignant calificó el libro de "confuso", "dañino" y "muy malo". Más concretamente, le critica que tiene un uso de la categoría de populismo que está "fuera de control" y que caracteriza erróneamente al populismo como un proyecto político en sí mismo. Joignant concluye que el libro "no resiste a un jurado académico de pregrado". Kaiser respondió a las críticas de Joignant preguntándole si había leído realmente el libro, a lo que Joignant respondió que "lo leí en diagonal" porque "el argumento es demasiado simplista". Frente a esta respuesta, Kaiser procedió a defenser su obra, alegando que su libro fue recomendado por el Premio Nobel de Literatura Mario Vargas Llosa y exministros de Estado como Roberto Ampuero, y que "leer un libro en diagonal es lo mismo que no leer".
En varias publicaciones Kaiser ha intentado quitar relevancia al Cambio climático y ha tachado de expresar un cierto "carácter religioso" a los ecologistas. En esa misma línea, ha criticado la labor de activistas ambientales como Greta Thunberg, lo que le ha valido la crítica de numerosos académicos y especialistas.
En junio de 2025 afirmó, en una entrevista televisiva en el canal conservador de Argentina LN+, que el progresismo causaba enfermedades mentales, y llamó a los sectores de izquierda, progresistas, peronistas y kirchneristas "parásitos mentales". Recibió fuertes críticas por esto, incluyendo comparaciones entre sus dichos y la "deshumanización" practicada por el nazismo.

## Obra escrita

### Libros
- El Chile que viene (Editorial Maye, 2007), ISBN 9568433139
- La fatal ignorancia (Ediciones Democracia y Mercado, 2009), ISBN 8472096440
- La miseria del intervencionismo (Unión Editorial, 2012), ISBN 9788472096240
- La tiranía de la igualdad (Ediciones El Mercurio, 2015),[57] ISBN 9789567402342
- El papa y el capitalismo (Ediciones El Mercurio, 2018), ISBN 9789569986086
- La neoinquisición (Ediciones El Mercurio, 2020), ISBN 8423431576
- El economista callejero (Ediciones El Mercurio, 2021), ISBN 9789569986789
- Parásitos mentales: Siete ideas progresistas que infectan nuestro pensamiento y sociedad (Ediciones Deusto, 2025), ISBN 978-8423438419

### Libros coescritos
- El engaño populista junto con Gloria Álvarez (Ediciones El Mercurio, 2016), ISBN 8423425371
- Reflexiones sobre la cuestión constitucional junto con Hernán Buchi (Ediciones Libertad y Desarrollo, 2020), ISBN 9789567183982
- El odio a los ricos junto con Rainer Zitelmann (Ediciones El Mercurio, 2023), ISBN 9789566260059

### Novelas
- El libro de Asgalard (Ediciones Minotauro, 2023), ISBN 9789569957260

### Capítulos de libros
- Kaiser, A. (2016). «El liberalismo clásico como realización del ideal igualitario» en: J. Gallego & T. Bullemore (eds.), Igualitarismo: una discusión necesaria (Santiago de Chile: Centro de Estudios Públicos, pp. 381-414.
- Kaiser, A. (2017). «From Illiberalism to Populism: The Ideological Causes of the Latin American Failure» en: Surendra Munshi (ed.), Democracy Under Threat (Oxford: Oxford University Press), pp. 139-151.